# Área metropolitana de Bismarck
El área metropolitana de Bismarck-Mandan o Área Estadística Metropolitana de Bismarck, ND MSA, como la denomina oficialmente la Oficina de Administración y Presupuesto, es un Área Estadística Metropolitana centrada en la ciudad de Bismarck, capital del estado estadounidense de Dakota del Norte. Tiene una población de 108.779 habitantes según el Censo de 2010, convirtiéndola en la 332.º área metropolitana más poblada de los Estados Unidos.

## Composición
Los 2 condados que componen el área metropolitana y su población según los resultados del censo 2010:
- Burleigh– 81.308 habitantes
- Morton– 27.471 habitantes

## Principales comunidades del área metropolitana
Ciudad principal o núcleo
- Bismarck

Otras comunidades
- Almont
- Flasher
- Glen Ullin
- Hebron
- Lincoln
- Mandan
- McKenzie
- Moffit
- New Salem
- Regan
- Sterling
- Wilton
- Wing